# Eschlhof (Dünzling)
Eschlhof ist eine Wüstung auf der Gemarkung Dünzling im Landkreis Kelheim, Niederbayern.
Die Wüstung Eschlhof ist ein unter der Nummer D-2-7138-0195 gelistetes Bodendenkmal.

## Geschichte
1488 gehörte Eschlhof zur Vogtei Sankt Emmeran. Im Jahr 1811 gehörte Eschlhof zum Steuerdistrikt Dünzling im Landgericht Kelheim. In der Karte der Uraufnahme (1808–1864) wird der Hof als Echslhof bezeichnet und hatte eine Fläche von etwa 36 Hektar, zwei Drittel davon Felder, das Reitzloch Feld, Höfel Feld und Winkel Feld, und im Süden zum Weilhof etwa sieben Hektar Wald. Heute ist die gesamte Fläche der ehemaligen Hofstelle bewaldet. Dieses Waldgebiet wird heute als Eschlhof bezeichnet.